# Qiansandao
Qiansandao (kinesiska: 前三岛, 前三岛乡) är en socken i Kina. Den ligger i provinsen Jiangsu, i den östra delen av landet, omkring 360 kilometer norr om provinshuvudstaden Nanjing. Antalet invånare är 3. Befolkningen består av 2 kvinnor och 1 män. Barn under 15 år utgör −33,00 %, vuxna 15-64 år −33,00 %, och äldre över 65 år 100 %. Qiansandao ligger på ön Ping Dao.